# 24 de janeiro
24 de janeiro é o 24.º dia do ano no calendário gregoriano. Faltam 341 dias para acabar o ano (342 em anos bissextos).

## Eventos históricos

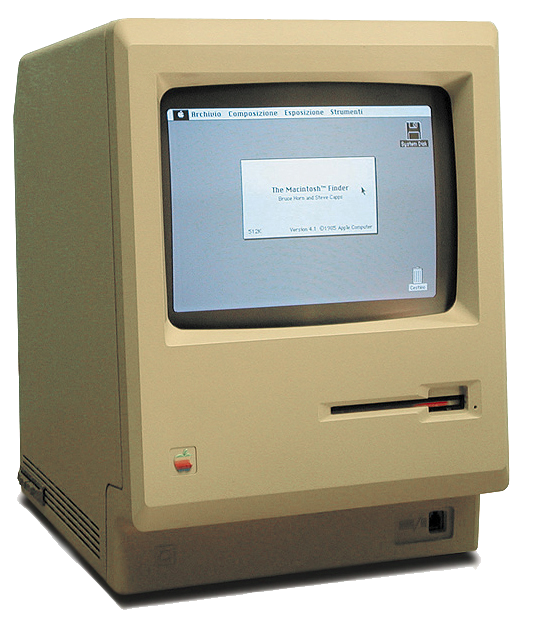
1984: Lançamento do Macintosh 128K.

- 0041– Cláudio é proclamado imperador romano pela Guarda Pretoriana após assassinarem o imperador anterior, seu sobrinho Calígula.[1]
- 0914 — Início da primeira invasão fatímida do Egito.[2]
- 1438 — Concílio de Basileia suspende o Papa Eugênio IV.
- 1458 — Matthias Corvinus é eleito rei da Hungria.[3]
- 1536 — O rei Henrique VIII da Inglaterra sofre um acidente durante uma justa, levando a uma lesão cerebral.[4]
- 1651 — Guerra de Arauco: Autoridades espanholas e mapuches fazem uma reunião diplomática renovando a frágil paz estabelecida em 1641 e 1647.[5]
- 1742 — O eleitor da Baviera e também rei da Boêmia Carlos Alberto é eleito Sacro Imperador Romano, assumindo o nome imperial de Carlos VII.
- 1758 — Durante a Guerra dos Sete Anos, os principais burgueses de Königsberg se submetem a Isabel da Rússia, formando assim o Oblast de Kaliningrado.
- 1835 — Escravos em Salvador iniciam a Revolta dos Malês, considerado o maior levante de escravizados da história do Brasil.
- 1848 — Corrida do ouro na Califórnia: James W. Marshall encontra ouro em Sutter's Mill perto de Sacramento.
- 1857 — A Universidade de Calcutá é formalmente fundada como a primeira universidade de pleno direito no sul da Ásia.
- 1859 — Principados Unidos da Valáquia e Moldávia (posteriormente denominados como Principado da Romênia) formam-se como uma união pessoal sob o governo de Alexandre João Cuza.
- 1862 — Bucareste é proclamada a capital da Romênia.
- 1908 — O primeiro grupo de escoteiros é organizado na Inglaterra por Robert Baden-Powell.
- 1915 — Primeira Guerra Mundial: os cruzadores de batalha da Grande Frota sob o comando do vice-almirante Sir David Beatty enfrentam os cruzadores de batalha do contra-almirante Franz von Hipper na Batalha de Dogger Bank.
- 1918 — Calendário gregoriano é introduzido na Rússia por decreto do Conselho do Comissariado do Povo.
- 1939 — Sismo mais mortal na história chilena atinge Chillán, matando cerca de 28 mil pessoas.[6]
- 1942 — Segunda Guerra Mundial: os Aliados bombardeiam Bangkok, levando a Tailândia, então sob controle japonês, a declarar guerra contra os Estados Unidos e o Reino Unido.[7]
- 1943 — Segunda Guerra Mundial: Franklin D. Roosevelt e Winston Churchill encerram a Conferência de Casablanca.
- 1946 — Assembleia Geral das Nações Unidas aprova sua primeira resolução para a criação do Comitê de Energia Atômica das Nações Unidas.
- 1960 — Guerra de Independência Argelina: algumas unidades de voluntários europeus em Argel realizam uma insurreição conhecida como a "semana das barricadas", durante a qual invadem edifícios governamentais e entram em confronto com a polícia local.
- 1961 — Acidente em Goldsboro: um bombardeiro carregando duas bombas de hidrogênio se desintegra em pleno voo sobre a Carolina do Norte. O núcleo de urânio de uma das bombas permanece perdido.
- 1967 — Ditadura militar brasileira: a sexta Constituição brasileira é promulgada pelo Congresso Nacional.
- 1972 — O sargento japonês Shoichi Yokoi é encontrado escondido em uma selva de Guam, onde estava desde o final da Segunda Guerra Mundial.
- 1977 — Matança de Atocha ocorre em Madri durante a transição espanhola para a democracia.
- 1978 — O satélite soviético Kosmos 954, com um reator nuclear a bordo, queima na atmosfera da Terra, espalhando detritos radioativos sobre os Territórios do Noroeste do Canadá.[8]
- 1984 — Apple Computer lança nos Estados Unidos o computador pessoal Macintosh.
- 1986 — A sonda espacial Voyager 2 faz sua aproximação mais próxima de Urano.[9]
- 1990 — Japão lança Hiten, a primeira sonda lunar do país, a primeira sonda lunar robótica desde o lançamento da soviética Luna 24 em 1976 e a primeira sonda lunar lançada por um país diferente da União Soviética ou dos Estados Unidos.
- 2009 — Ciclone Klaus passa próximo a Bordéus, na França, causando 26 mortes, além de grandes interrupções nos transportes públicos e fontes de energia elétrica.
- 2011 — Pelo menos 35 pessoas morrem e 180 ficam feridas em um atentado no Aeroporto Internacional Domodedovo, em Moscou.
- 2018 — Tribunal de segunda instância confirma condenação do ex-Presidente do Brasil Luiz Inácio Lula da Silva por corrupção passiva e lavagem de dinheiro.
- 2019 — Angola descriminaliza a homossexualidade e regulariza o aborto em certos casos em seu primeiro Código Penal.[10]
- 2020
  - Chuvas em Belo Horizonte e região metropolitana deixam pelo menos 45 mortos, mais de 13 000 desalojados e 3 354 desabrigados.
  - Sismo em Elaze, Turquia, mata pelo menos 38 pessoas e deixa mais de outras mil feridas.
- 2022 — Golpe de Estado em Burquina Fasso destitui o presidente Roch Marc Christian Kaboré.[11]
- 2024 — Avião de transporte militar Ilyushin Il-76 cai no Oblast de Belgorod, Rússia, resultando em dezenas de mortes, a maioria de prisioneiros de guerra ucranianos.

## Nascimentos

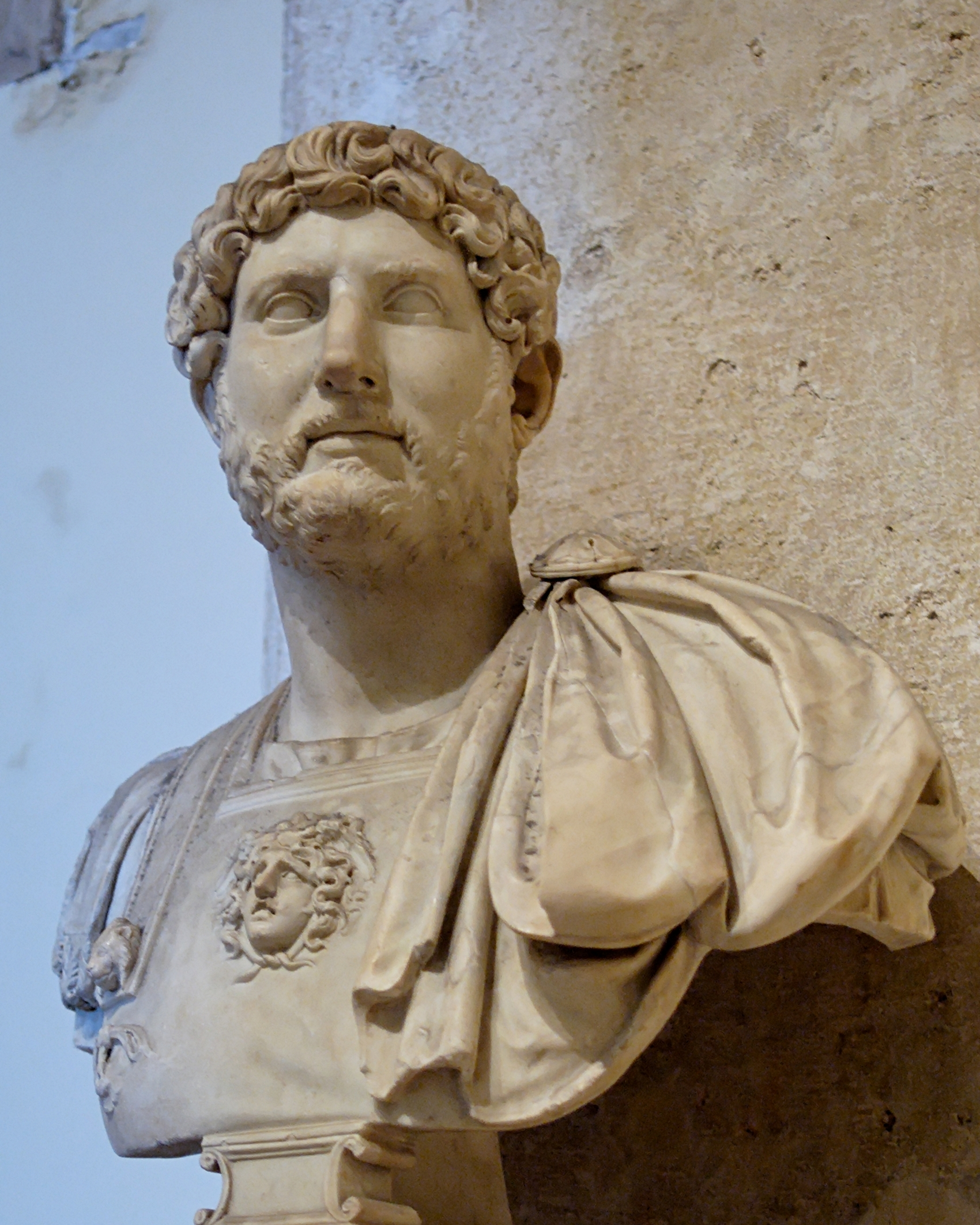
Adriano

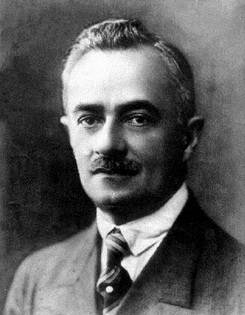
João Pessoa

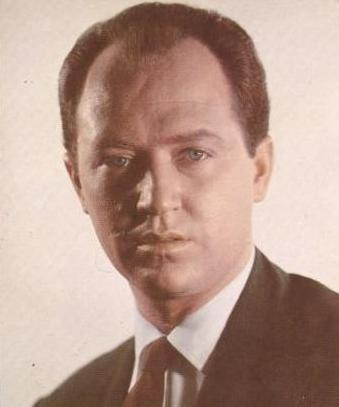
Nico Fidenco

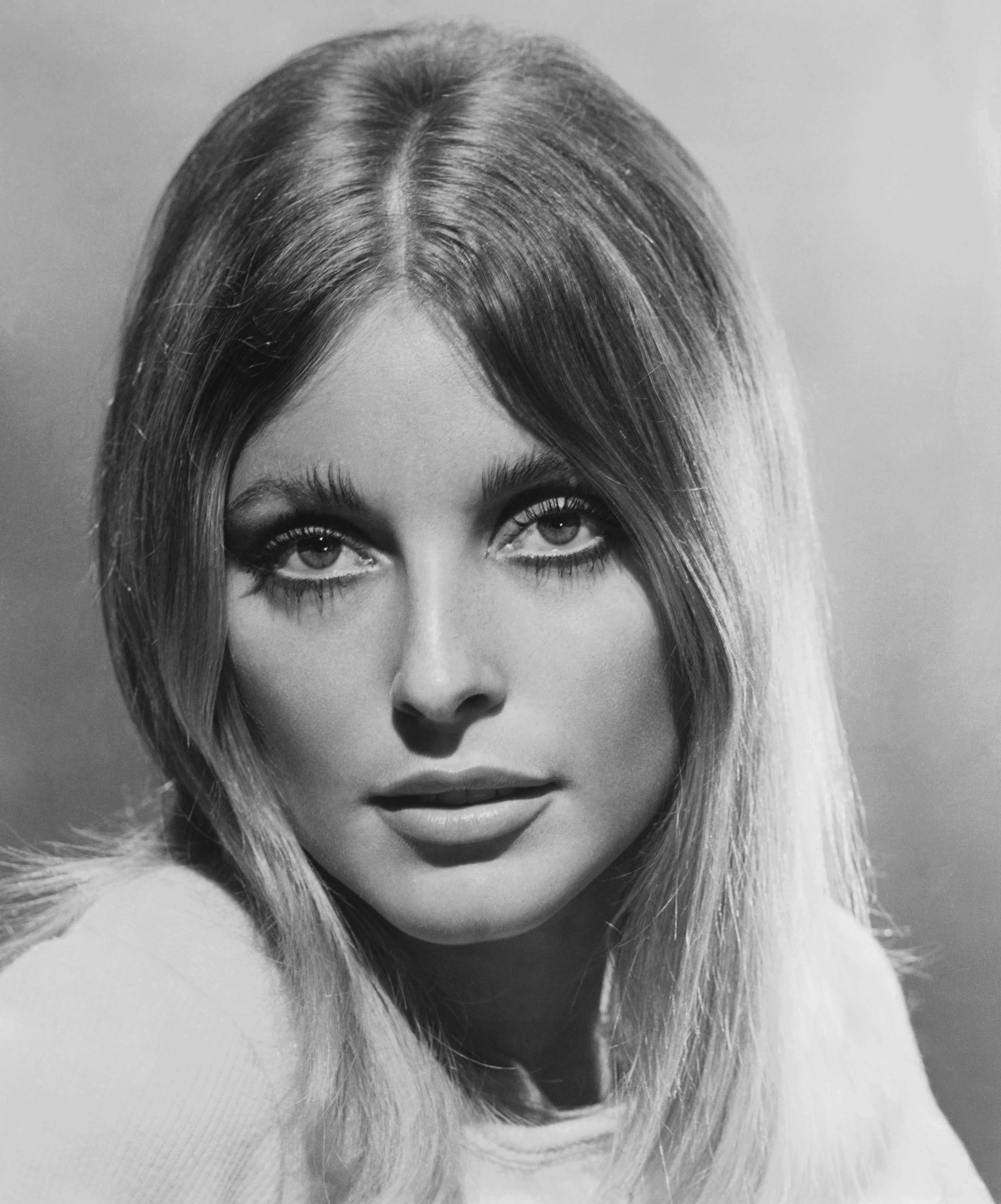
Sharon Tate

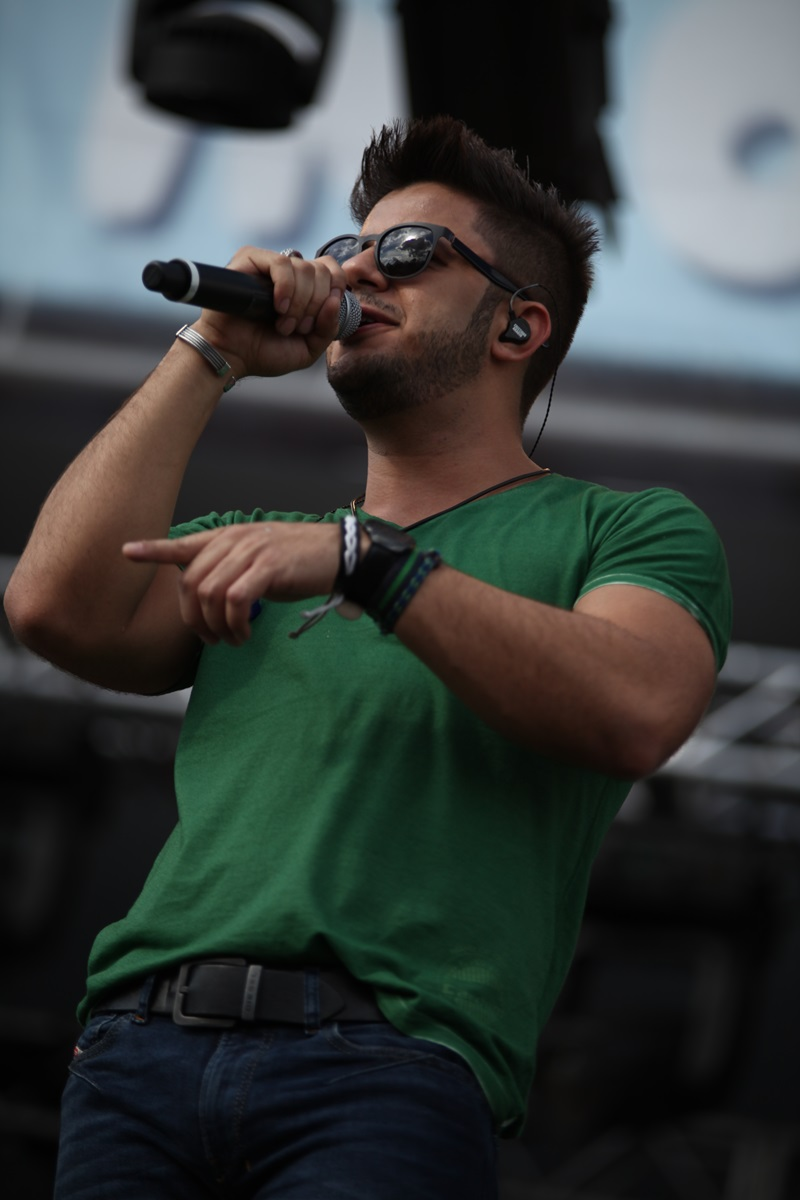
Cristiano Araújo

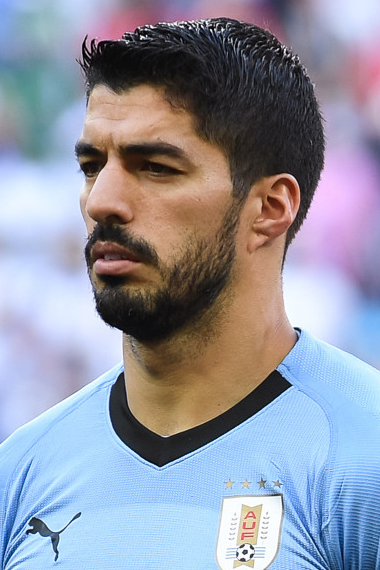
Luis Alberto Suárez

### Anteriores ao século XIX
- 0076 — Adriano, imperador romano (m. 138).
- 1287 — Ricardo de Bury, bispo e político inglês (m. 1345).
- 1444 — Galeácio Maria Sforza, Duque de Milão (m. 1476).
- 1540 — Edmundo Campion, padre e mártir inglês (m. 1581).
- 1547 — Joana de Áustria, Grã-Duquesa da Toscana arquiduquesa austríaca (m. 1578).
- 1664 — John Vanbrugh, arquiteto e dramaturgo britânico (m. 1726).
- 1670 — William Congreve, poeta e dramaturgo britânico (m. 1729).
- 1679 — Christian Wolff, filósofo e acadêmico alemão (m. 1754).
- 1684 — Carlos Alexandre de Württemberg, nobre alemão (m. 1737).
- 1705 — Farinelli, cantor castrato italiano (m. 1782).
- 1712 — Frederico II da Prússia (m. 1786).
- 1732 — Pierre Beaumarchais, dramaturgo e financista francês (m. 1799).
- 1743 — Ana, Duquesa de Cumberland e Strathearn (m. 1808).
- 1746 — Gustavo III da Suécia (m. 1792).
- 1761 — Dominique-Louis-Antoine Klein, general francês (m. 1845).
- 1763 — Alexandre-Louis Andrault de Langeron, general e político franco-ucraniano (m. 1831).
- 1776 — E. T. A. Hoffmann, jurista, escritor e compositor alemão (m. 1822).
- 1779 — Isabel Alexeievna, imperatriz consorte da Rússia (m. 1826).
- 1787 — Christian Ludwig Brehm, pastor e ornitólogo alemão (m. 1864).
- 1799 — Odorico Mendes, político, publicista e humanista brasileiro (m. 1864).

### Século XIX
- 1814 — Helena de Mecklemburgo-Schwerin, duquesa de Orleães (m. 1858).
- 1820 — Henry Jarvis Raymond, político e jornalista norte-americano (m. 1869).
- 1828 — Ferdinand Julius Cohn, biólogo alemão (m. 1898).
- 1848 — Vasili Surikov, pintor russo (m. 1916).
- 1850 — Hermann Ebbinghaus, psicólogo alemão (m. 1909).
- 1862 — Edith Wharton, romancista e contista estadunidense (m. 1937).
- 1863 — August Adler, matemático tcheco-austríaco (m. 1923).
- 1864 — Marguerite Durand, atriz, jornalista e ativista francesa (m. 1936).
- 1872 — Morris William Travers, químico e acadêmico britânico (m. 1961).
- 1878 — João Pessoa, político brasileiro (m. 1930).
- 1882 — Harold Delos Babcock, astrônomo americano (m. 1968).
- 1886 — Henry King, ator, diretor, produtor e roteirista americano (m. 1982).
- 1887 — Jean-Henri Humbert, botânico francês (m. 1967).
- 1888
  - Ernst Heinkel, engenheiro e empresário alemão (m. 1958).
  - Vicki Baum, escritora e roteirista austríaca (m. 1960).
- 1889
  - Charles Hawes, historiador e autor americano (m. 1923).
  - Hermann-Bernhard Ramcke, general alemão (m. 1968).
- 1891 — Walter Model, marechal alemão (m. 1945).
- 1897 — Eurico Lara, futebolista brasileiro (m. 1935).

### Século XX

#### 1901–1950
- 1901 — Cassandre, pintor francês (m. 1968).
- 1902 — Augusto Meyer, jornalista e poeta brasileiro (m. 1970).
- 1903 — Louis de Wohl, escritor e astrólogo alemão (m. 1961).
- 1906 — Wilfred Jackson, animador e compositor americano (m. 1988).
- 1907
  - Maurice Couve de Murville, militar e político francês (m. 1999).
  - Adalbert Steiner, futebolista romeno (m. 1984).
- 1909 — Martin Lings, escritor e estudioso britânico (m. 2005).
- 1912 — Frederick Ashworth, almirante americano (m. 2005).
- 1913 — Norman Dello Joio, organista e compositor americano (m. 2008).
- 1915 — Robert Motherwell, pintor e acadêmico americano (m. 1991).
- 1916
  - Gene Mako, tenista e ator húngaro-americano (m. 2013).
  - Rafael Caldera, advogado e político venezuelano (m. 2009).
- 1917 — Ernest Borgnine, ator norte-americano (m. 2012).
- 1918
  - Gottfried von Einem, pianista e compositor austríaco (m. 1996).
  - Oral Roberts, evangelista americano (m. 2009).
- 1924 — John Spencer, 8º Conde Spencer (m. 1992).
- 1927 — Paula Hawkins, política americana (m. 2009).
- 1928
  - Michel Serrault, ator francês (m. 2007).
  - Desmond Morris, zoólogo, etólogo e pintor britânico.
- 1930
  - John Romita, artista de quadrinhos americano (m. 2023).
  - Terence Bayler, ator neozelandês (m. 2016).
- 1931 — Lars Hörmander, matemático e acadêmico sueco (m. 2012).
- 1932 — Éliane Radigue, compositora francesa.
- 1933
  - Nico Fidenco, cantor e compositor italiano (m. 2022).
  - Leonard Goldberg, produtor americano (m. 2019).
- 1937
  - Trevor Edwards, ex-futebolista britânico (m. 2024).
  - Song Hye-rim, atriz norte-coreana (m. 2002).
- 1940
  - Joachim Gauck, pastor, ativista e político alemão.
  - Vito Acconci, designer americano (m. 2017).
  - Paulo Diniz, cantor e compositor brasileiro (m. 2022).
  - Nam-nguen Boonnak, atriz tailandesa.
- 1941
  - Dan Shechtman, químico e acadêmico israelense.
  - Aaron Neville, cantor americano.
  - Alain Colmerauer, cientista francês (m.2017).
  - Arménio Vieira, escritor e jornalista cabo-verdiano.
  - Neil Diamond, cantor, compositor e guitarrista norte-americano.
- 1943
  - Manuel Velázquez, futebolista espanhol (m. 2016).
  - Sharon Tate, modelo e atriz estadunidense (m. 1969).
  - Tony Trimmer, ex-automobilista britânico.
  - Rossana Ghessa, atriz brasileira.
- 1944 — David Gerrold, roteirista e escritor de ficção científica americano.
- 1946 — Michael Ontkean, ator canadense.
- 1947
  - Michio Kaku, físico e acadêmico americano.
  - Warren Zevon, cantor e compositor americano (m. 2003).
  - Giorgio Chinaglia, futebolista italiano (m. 2012).
- 1949
  - John Belushi, ator e roteirista estado-unidense (m. 1982)
  - Maguito Vilela, advogado e político brasileiro (m. 2021).
- 1950
  - Joaquim Justino Carreira, bispo católico brasileiro (m. 2013).
  - Mário Cardoso, ator e dublador luso-brasileiro.
  - Germán Santa María Barragán, jornalista, escritor e diplomata colombiano.
  - Daniel Auteuil, ator, diretor e roteirista francês.

#### 1951–2000
- 1951 — Yakov Smirnoff, comediante e ator ucraniano-americano.
- 1952
  - Raymond Domenech, ex-futebolista e treinador de futebol francês.
  - William Readdy, ex-astronauta norte-americano
- 1953
  - Moon Jae-in, político sul-coreano.
  - Yuri Bashmet, violinista e maestro russo.
- 1954 — Jo Gartner, automobilista suíço (m. 1986).
- 1955
  - Alan Sokal, físico e escritor americano.
  - Jim Montgomery, ex-nadador norte-americano.
- 1956 — Lounès Matoub, cantor, ativista e poeta argelino (m. 1998).
- 1957
  - Mark Eaton, jogador de basquete e comentarista esportivo americano (m. 2021).
  - José Recio, ex-ciclista espanhol.
- 1958 — Jools Holland, cantor, compositor e pianista britânico.
- 1959
  - Acácio, ex-futebolista brasileiro.
  - Michel Preud'homme, ex-futebolista e treinador de futebol belga.
- 1960 — Fridolin Ambongo Besungu, cardeal congolês.
- 1961
  - Nastassja Kinski, atriz e produtora teuto-americana.
  - Guido Buchwald, ex-futebolista e treinador de futebol alemão.
  - Jorge Barrios, ex-futebolista uruguaio.
- 1962 — Tarek Soliman, ex-futebolista egípcio.
- 1963 — Shunji Iwai, diretor e produtor de cinema japonês.
- 1965
  - Carlos Saldanha, ator, diretor, produtor e roteirista brasileiro-americano.
  - Mike Awesome, wrestler norte-americano (m. 2007).
  - Robin Dutt, ex-futebolista e treinador de futebol alemão.
  - Claudia di Moura, atriz brasileira.
- 1966
  - Karin Viard, atriz francesa.
  - Julie Dreyfus, atriz francesa.
- 1967
  - John Myung, baixista norte-americano.
  - Viktor Reneysky, ex-canoísta bielorrusso.
- 1968
  - Michael Kiske, cantor alemão.
  - Mary Lou Retton, ex-ginasta americana.
- 1969 — Carlos Rômulo Gonçalves e Silva, bispo brasileiro.
- 1970
  - Roberto Bonano, ex-futebolista argentino.
  - Matthew Lillard, ator estadunidense.
- 1971 — Kenya Moore, modelo e atriz americana.
- 1972 — Beth Hart, cantora de blues-rock e pianista americana.
- 1973 — William Gregory Lee, ator norte-americano.
- 1974
  - Ed Helms, ator, produtor e roteirista americano.
  - Rokia Traoré, cantora maliana.
  - Cyril Despres, motociclista e automobilista francês.
- 1975
  - Gianluca Basile, ex-jogador de basquete italiano.
  - Reto Hug, triatleta suíço.
  - Márcio Carlsson, ex-tenista brasileiro.
  - Rónald Gómez, ex-futebolista e treinador de futebol costarriquenho.
- 1976
  - Shae-Lynn Bourne, ex-patinadora artística, treinadora e coreógrafa canadense.
  - Miranda, cantora e dançarina franco-espanhola.
  - Simone Vergassola, ex-futebolista italiano.
  - Carioca, humorista e locutor de rádio brasileiro.
- 1977
  - Andrija Gerić, ex-jogador de voleibol sérvio.
  - Johann Urb, ator norte-americano.
  - Adaílton, futebolista brasileiro.
  - Michelle Hunziker, atriz, modelo e cantora suíço-neerlandesa.
- 1978
  - Kristen Schaal, atriz, dubladora, comediante e escritora americana.
  - Mark Hildreth, ator e músico canadense.
  - Carlos Alberto, ex-futebolista brasileiro.
  - Tomokazu Myojin, ex-futebolista japonês.
  - Hamide Bıkçın Tosun, taekwondista turca.
- 1979
  - Busy Signal, cantor jamaicano.
  - Leandro Desábato, ex-futebolista argentino.
  - Tatyana Ali, atriz e cantora estadunidense.
- 1980
  - Yamandu Costa, violonista e compositor brasileiro.
  - Suzy, cantora portuguesa.
  - Yordanis Arencibia, judoca cubano.
  - Claude Parfait Ngon A Djam, ex-futebolista camaronês.
  - Wilmar Roldán, árbitro de futebol colombiano.
  - Park Kang-jo, ex-futebolista sul-coreano.
  - Jofre, ex-futebolista espanhol.
- 1981
  - Mario Eggimann, ex-futebolista suíço.
  - Márcio, ex-futebolista brasileiro.
- 1982
  - Claudia Heill, judoca austríaca (m. 2011).
  - Céline Deville, futebolista francesa.
  - Aitor Hernández, ciclista espanhol.
- 1983
  - Craig Horner, ator e músico australiano.
  - Scott Speed, automobilista norte-americano.
  - Shaun Maloney, ex-futebolista britânico.
  - Davide Biondini, ex-futebolista italiano.
  - Wyatt Crockett, jogador de rúgbi neozelandês.
  - Evgeny Drattsev, nadador russo.
- 1984
  - Jung Jin-sun, esgrimista sul-coreano.
  - Emerse Faé, ex-futebolista e treinador de futebol marfinense.
  - Dario Khan, ex-futebolista moçambicano.
  - Paulo Sérgio, ex-futebolista português.
  - Remy Ryan, atriz norte-americana.
  - Justin Baldoni, ator e diretor norte-americano.
- 1985
  - Renan, ex-futebolista brasileiro.
  - Fabiana Claudino, jogadora de vôlei brasileira.
  - Kornel Saláta, futebolista eslovaco.
- 1986
  - Mischa Barton, atriz anglo-americana.
  - Mohammad Bagheri Motamed, taekwondista iraniano.
  - Vieirinha, futebolista português.
  - Ricky Ullman, ator israelense-estadunidense.
  - Cristiano Araújo, cantor e compositor brasileiro (m. 2015).
- 1987
  - Guan Xin, jogadora de basquete chinesa.
  - Davide Valsecchi, ex-automobilista italiano.
  - Wayne Hennessey, futebolista britânico.
  - Luis Suárez, futebolista uruguaio.
- 1988
  - Yamaguchi Falcão, pugilista brasileiro.
  - Dorlan Pabón, futebolista colombiano.
- 1989
  - Stélvio, futebolista angolano-português.
  - Ki Sung-yueng, futebolista sul-coreano.
  - John-Patrick Smith, tenista australiano.
  - Samba Diakité, futebolista malinês.
- 1990
  - Ermin Bičakčić, futebolista bósnio.
  - Yasmany Lugo, lutador cubano.
- 1991
  - Tatiana Kachirina, levantadora de peso russa.
  - Zhan Beleniuk, lutador greco-romano ucraniano.
  - Li Xuerui, jogadora de badminton chinesa.
- 1992
  - Becky Downie, ginasta britânica.
  - Dong Ha, ator sul-coreano.
  - Dankler, futebolista brasileiro.
  - Felitciano Zschusschen, futebolista curaçauense.
- 1993 — Ivan Baranchyk, pugilista bielorusso.
- 1994 — Juan Pablo Añor, futebolista venezuelano.
- 1995
  - Dylan Everett, ator canadense.
  - Callan McAuliffe, ator australiano.
  - Sergey Spivak, lutador moldávio de artes marciais mistas.
  - Yeray Álvarez, futebolista espanhol.
- 1996
  - Breno Lopes, futebolista brasileiro.
  - Baggio Rakotoarisoa, futebolista malgaxe.
  - Patrik Schick, futebolista tcheco.
- 1997
  - Nirei Fukuzumi, automobilista japonês.
  - Jonah Bobo, ator norte-americano.
  - Mathías Villasanti, futebolista paraguaio.
- 1998
  - Kaynan Duarte, atleta brasileiro.
  - Yamila Rodríguez, futebolista argentina.
- 1999
  - Monalysa Alcântara, modelo brasileira.
  - Pape Gueye, futebolista franco-senegalês.

### Século XXI
- 2001 — Hunter Armstrong, nadador norte-americano.
- 2002
  - Amir Richardson, futebolista marroquino.
  - Kaio Jorge, futebolista brasileiro.
- 2003 — Johnny Orlando, cantor canadense.
- 2008
  - Ibrahim Mbaye, futebolista francês.
  - Kong Yaqi, nadadora chinesa.
- 2012 — Atena da Dinamarca.

## Mortes

### Anteriores ao século XIX
- 0041 — Calígula, imperador romano (n. 12).
- 0817 — Papa Estêvão IV (n. 770).
- 0821 — Arno de Salzburgo, arcebispo alemão (n. 740).
- 1125 — David IV da Geórgia (n. 1073).
- 1336 — Afonso IV de Aragão (n. 1299).
- 1376 — Ricardo Fitzalan, 3.º Conde de Arundel, comandante inglês (n. 1306).
- 1425 — Catarina de Borgonha, duquesa da Áustria Anterior (n. 1378).
- 1595 — Fernando II da Áustria (n. 1529).
- 1602 — Dom Bento, compositor português (n. ?).
- 1639 — Georg Jenatsch, pastor e político suíço (n. 1596).
- 1709 — George Rooke, almirante e político inglês (n. 1650).
- 1784 — Santa Rita Durão, poeta brasileiro (n. 1722).

### Século XIX
- 1822 — Ali Paxá de Tepelene, militar e político albanês (n. 1741).
- 1829 — Ottavio Assarotti, religioso e teólogo italiano (n. 1753).
- 1874
  - José Joaquim da Veiga Vale, escultor brasileiro (n. 1806).
  - Adam Black, editor britânico (n. 1784).
- 1877 — Johann Christian Poggendorff, físico e jornalista alemão (n. 1796).
- 1883 — Friedrich von Flotow, compositor alemão (n. 1812).
- 1895 — Randolph Churchill, advogado e político britânico (n. 1796).

### Século XX
- 1907 — Russell A. Alger, político norte-americano (n. 1836).
- 1920 — Amedeo Modigliani, pintor e escultor italiano (n. 1884).
- 1931 — Alice Schiavoni Bosio, sufragista italiana (n. 1871).
- 1939 — Maximilian Bircher-Benner, médico suíço (n. 1867).
- 1961 — Alfred Carlton Gilbert, atleta e empresário americano (n. 1884).
- 1962
  - André Lhote, escultor e pintor francês (n. 1885).
  - Ahmet Hamdi Tanpınar, escritor, poeta e estudioso turco (n. 1901).
- 1965 — Winston Churchill, estadista, militar, escritor e político britânico (n. 1874).
- 1966 — Homi Jehangir Bhabha, físico e acadêmico indiano (n. 1909).
- 1969 — António Sérgio, pedagogo e político português (n. 1883).
- 1971 — Bill W., ativista americano (n. 1895).
- 1973 — J. Carrol Naish, ator americano (n. 1896).
- 1975 — Larry Fine, comediante norte-americano (n. 1902).
- 1982 — Alfredo Ovando Candía, general e político boliviano (n. 1918).
- 1983
  - George Cukor, cineasta estado-unidense (n. 1899).
  - Carmen Clemente Travieso, jornalista e ativista venezuelana (n. 1900).
- 1986
  - Gordon MacRae, ator e cantor americano (n. 1921).
  - L. Ron Hubbard, líder religioso e escritor norte-americano (n. 1911).
- 1988 — Werner Fenchel, matemático e acadêmico teuto-dinamarquês (n. 1905).
- 1989 — Ted Bundy, assassino em série norte-americano (n. 1946).
- 1990
  - Madge Bellamy, atriz americana (n. 1899).
  - Araken Patusca, futebolista brasileiro (n. 1905).
- 1991 — Amador Aguiar, empreendedor e banqueiro brasileiro (n. 1904).
- 1992 — Ken Darby, compositor e maestro americano (n. 1909).
- 1993 — Thurgood Marshall, advogado e jurista americano (n. 1908).

### Século XXI
- 2002 — Elie Hobeika, comandante e político libanês (n. 1956).
- 2003
  - Sabotage, rapper brasileiro (n. 1973).
  - Gianni Agnelli, empresário italiano (n. 1921).
- 2004 — Leônidas da Silva, futebolista brasileiro (n. 1913).
- 2006
  - Chris Penn, ator norte-americano (n. 1965).
  - Schafik Hándal, político salvadorenho (n. 1930).
- 2007
  - Jean-François Deniau, político e escritor francês (n. 1928).
  - Emiliano Mercado del Toro, supercentenário porto-riquenho (n. 1891).
  - Guadalupe Larriva, acadêmica e política equatoriana (n. 1956).
- 2008 — Mano Júnior, cantor brasileiro (n. 1979).
- 2009 — Fernando Cornejo, futebolista chileno (n. 1969).
- 2010
  - Pernell Roberts, ator americano (n. 1928).
  - Leonid Nechayev, diretor de cinema russo (n. 1939).
- 2011 — Bernd Eichinger, diretor e produtor alemão (n. 1949).
- 2012 — João Loredo, cantor e ator brasileiro (n. 1930).
- 2013 — Zózimo Bulbul, ator, cineasta, produtor e roteirista brasileiro (n. 1937).
- 2014 — Shulamit Aloni, advogada e política israelense (n. 1928).
- 2015
  - Maria Della Costa, atriz brasileira (n. 1926).
  - Otto Carius, tenente e farmacêutico alemão (n. 1922).
- 2016
  - Alastair Edward Henry Worsley, coronel e explorador britânico (n. 1960).
  - Fredrik Barth, antropólogo e acadêmico alemão-norueguês (n. 1928).
  - Marvin Minsky, cientista da computação e acadêmico americano (n. 1927).
- 2018 — Mark E. Smith, cantor e compositor britânico (n. 1957).
- 2020
  - Ibsen Pinheiro, jornalista e político brasileiro (n. 1935).
  - Sérgio Noronha, jornalista esportivo brasileiro (n. 1932).
- 2022 — Olavo de Carvalho, escritor e polemista brasileiro (n. 1947).

## Feriados e eventos cíclicos

### Internacional
- Dia Mundial da Educação
- Dia do Festival das Velas na Hungria, ancestral cerimônia de purificação através do poder das Deusas do Fogo.

### Brasil
- Dia Nacional do Aposentado

#### Estadual
- Dia do Evangélico no Acre [12]

#### Municipais
- Aniversário do município de Carazinho, RS

### Cristianismo
- Francisco de Sales
- Xênia de Roma

## Outros calendários
- No calendário romano era o 9.º dia (IX) antes das calendas de fevereiro.
- No calendário litúrgico tem a letra dominical C para o dia da semana.
- No calendário gregoriano a epacta do dia é vii.